# Escalante (Negros Occidental)
Escalante è una città componente delle Filippine, situata nella Provincia di Negros Occidental, nella Regione di Visayas Occidentale.
Escalante è formata da 21 baranggay:
- Alimango
- Balintawak (Pob.)
- Binaguiohan
- Buenavista
- Cervantes
- Dian-ay
- Hacienda Fe
- Jonobjonob
- Japitan
- Langub
- Libertad
- Mabini
- Magsaysay (Binabongol)
- Malasibog
- Old Poblacion
- Paitan
- Pinapugasan
- Rizal
- Tamlang
- Udtongan
- Washington